# Ocypode ceratophthalmus
Ocypode ceratophthalmus is een krabbensoort uit de familie van de Ocypodidae. De wetenschappelijke naam van de soort is voor het eerst geldig gepubliceerd in 1772 door Pallas.